# Gabriel Pozzo
Gabriel Pozzo, né le 26 mars 1979, est un pilote de rallye argentin.

## Biographie
Il débute en compétitions argentines de rallyes en 1997, sur Subaru Impreza WRX, et en WRC en 1998, dans son propre rallye national.
Son meilleur résultat est par la suite une 6e place au Safari Rally du Kenya, en 2001 avec son Evo VI engagée en WRC.
En 2000 - 2001 il évolue sur Mitsubishi Lancer Evo VI, puis sur Škoda Octavia WRC en 2002 - 2003, revenant sur Subaru Impreza WRX STI en 2004 - 2005, et sur Mitsubishi Lancer Evo IX en 2006 -2007. Sa dernière course en WRC a lieu sur Impreza en 2008, durant son rallye national.
Son principal copilote fut Daniel Stillo, de 2001 à 2008.
En 2010, il termine 4e du rallye argentin, alors classé comme épreuve de l'IRC.

## Palmarès

### Titres
- Champion du Monde (Coupe FIA) des rallyes des voitures de production (P-WRC): 2001, avec D.Stillo sur Mitsubishi Lancer Evo VI; 
  - Vice-champion du monde des rallyes des voitures de production  (P-WRC): 2007 (Evo IX - D.Stillo);
  - 3e du championnat du monde des rallyes des voitures de production  (P-WRC): 2000 (Evo VI - D.Stillo).

### 6 victoires en P-WRC
- 2000 et 2001: Rallye de l'Acropole;
- 2001: Rallye Catalunya-Costa Brava;
- 2001: Rallye d'Argentine;
- 2001: Rallye Safari du Kenya;
- 2007: Rallye du Japon.

## Autres
Résultats au Rallye Dakar
- 2009 : Abandon à la 7e étape dû à une fissure dans le moteur (copilote la Française Stéphanie Fenestraz) sur Mitsubishi (voiture n°345)[1]
- 2010 : Abandon à la 3e étape sur problèmes mécaniques (copilote l'Argentin Martin Zarazaga) sur Subaru (voiture n°345 pour la deuxième année de suite)[2]